# Strelkoviacarus
Strelkoviacarus är ett släkte av spindeldjur som beskrevs av Dubinin 1953. Strelkoviacarus ingår i familjen Analgidae.
Släktet innehåller bara arten Strelkoviacarus quadratus.